# 道場南口車両留置施設
道場南口車両留置施設（どうじょうみなみぐちしゃりょうりゅうちしせつ）は神戸市北区有野町二郎字竹にある神戸電鉄の車両基地である。
第三車庫（第3車庫）や道場車庫と呼称されることもある。

## 概要
公園都市線と三田線の共用使用車両基地として計画されたものである。1995年（平成7年）に着工し2001年（平成13年）に使用を開始した。
現在は5線で24両を収容できる。
かつてはホッパ車や電動貨車の資材積込にも使用されていた。

### 計画時の概要
公園都市線が5両編成で運転される計画であったため、全線が5両編成の留置に対応したものとして計画されていた。留置線と入換線をあわせて12編成69両が収容できる予定であった。
- 留置線 - 9線54両[2]
- 入換線 - 3線15両[2]

## 一般公開
鈴蘭台車両基地や見津車庫が毎年トレインフェスティバルで公開されるのに対して、当施設では一般公開はほとんど行われていない。しかしわずかながら、試乗会やイベント等で公開された例がある。
- 神鉄トレインフェスティバル2001 - 5000系や700形、クホ760形、サホ760形が展示された。
- 6000系試乗会 - 抽選で選ばれた参加者のみであるが試乗会の会場として公開された。
- 昭和レトロミニフェスタ - 2018年（平成30年）の神戸電鉄開業90周年記念イベントとして、昭和レトロをイメージした各種コーナーが開催された。「昭和レトロトレイン」と名付けられたメモリアルトレインの出発式も実施された[4][3]。

### 貸切の使用
当車両基地では日中に留置される列車はほとんどないため、貸切撮影会で使用されることが多々ある。